# Sirețel
Sirețel è un comune della Romania di 4 150 abitanti, ubicato nel distretto di Iași, nella regione storica della Moldavia.
Il comune è formato dall'unione di 5 villaggi: Berezlogi, Humosu, Satu Nou, Sirețel, Slobozia.